# Daniel Terradellas i Redon
Daniel Terradellas i Redon (les Preses, Garrotxa, 19 de setembre de 1951) és un sindicalista i polític català.

## Trajectòria
Fill d'un sabater, als 14 anys començà a treballar de mecànic de construcció de maquinària a Olot i a Sant Joan les Fonts alhora que estudiava. Va muntar una petita cooperativa per administrar begudes i tabac i s'afilià a Convergència Socialista de Catalunya i a la Unió Sindical Obrera. Poc després abandonà l'USO per integrar-se a la UGT, amb la qual organitzà algunes vagues a la comarca als inicis de la transició espanyola i va fundar l'Assemblea Democràtica de la Garrotxa.
Fou elegit diputat pel PSC a les eleccions al Parlament de Catalunya de 1980, 1984 i 1988 per la circumscripció de Girona. Dins del Parlament de Catalunya ha estat membre, entre d'altres, de la comissió d'Agricultura, Ramaderia i Pesca, de la comissió de Política Cultural i de la comissió de Seguiment dels Jocs Olímpics del 1992.
Posteriorment fou alcalde de les Preses de 1987 a 2006.